# François Kabala Ilunga Mbidi
François Kabala Ilunga Mbidi est un homme politique originaire de la province du Kasaï-Oriental en République démocratique du Congo. Il est aussi membre du Parti de l’Alliance Nationale pour l’Unité (PANU).
Il est député provincial et président de l’Assemblée provinciale du Kasaï-Oriental.
Avant son élection, il a été le Directeur Général de la Direction Générale des Impôts (DGI).